# The Doctor Blake Mysteries
The Doctor Blake Mysteries es un drama australiano que se estrenó el 1 de febrero de 2013 por medio de la cadena ABC1.
La serie ha contado con la participación de actores como Ryan O'Kane, Jacek Koman, Nicholas Bell, Socratis Otto, Cameron Daddo, Martin Sacks, Matthew McFarlane, Andy McPhee, Sibylla Budd, Freya Stafford, Jack Finsterer, Sara Wiseman, Carolyn Bock, Ian Bliss, Lara Robinson, Aaron Jakubenko, Alison Whyte, Jane Allsop, Holly Shanahan, Kestie Morassi, entre otros... 
A principios de mayo del 2016 se anunció que la serie había sido renovada para una quinta y última temporada.

## Historia
La serie sigue al doctor Lucien Blake, quien regresa a Ballarat en 1959 después de 30 años tras la muerte de su padre para hacerse cargo de centro médico.

## Personajes

### Personajes principales
| Actor           | Personaje        | Ocupación                          | Episodios | Duración        |
| --------------- | ---------------- | ---------------------------------- | --------- | --------------- |
| Craig McLachlan | Dr. Lucien Blake | Doctor                             | 44        | 2013 - presente |
| Nadine Garner   | Jean Beazely     | Ama de Llaves                      | 44        | 2013 - presente |
| Joel Tobeck     | Matthew Lawson   | Jefe Superintendente de la Policía | 32        | 2013 - presente |
| John Wood       | Patrick Tyneman  | -                                  | 22        | 2013 - presente |
| David Whiteley  | Bill Hobart      | Sargento de la Policía             | 20        | 2013 - presente |
| Ian Rooney      | Cec Drury        | -                                  | 14        | 2013 - presente |
| Charles Cousins | Charlie Davis    | Oficial Mayor                      | 34        | 2014 - presente |
| Belinda McClory | Alice Harvey     | Doctora                            | 32        | 2014 - presente |
| Anna McGahan    | Rose Anderson    | Reportera                          | 16        | 2016 - presente |

### Personajes Recurrentes
| Actor          | Personaje     | Ocupación                             | Episodios | Duración              |
| -------------- | ------------- | ------------------------------------- | --------- | --------------------- |
| Timothy Quabba | Ned Simmons   | Oficial                               | 18        | 2013 - presente       |
| Craig Hall     | William Munro | Superintendente en Jefe de la Policía | 9         | 2015, 2017 - presente |

### Antiguos Personajes Principales
| Actor         | Personaje                | Ocupación                           | Episodios | Duración    |
| ------------- | ------------------------ | ----------------------------------- | --------- | ----------- |
| Cate Wolfe    | Matilda "Mattie" O'Brien | Enfermera                           | 30        | 2013 - 2016 |
| Rick Donald   | Daniel "Danny" Parks     | Sargento / ex-Oficial de la Policía | 10        | 2013        |
| Rodger Corser | Frank Carlyle            | Jefe Superintendente                | 7         | 2016        |
| John Stanton  | Douglas Ashby            | -                                   | 7         | 2013 - 2015 |
| Lee Beckhurst | Edward Tyneman'          | -                                   | 7         | 2014 - 2017 |

### Antiguos Personajes Recurrentes
| Actor                 | Personaje     | Ocupación | Episodios | Duración    |
| --------------------- | ------------- | --------- | --------- | ----------- |
| Ling Hsueh Tang       | Mei Lin Blake | -         | 6         | 2016        |
| Tim Potter            | Gus Hawting   | -         | 5         | 2013        |
| Sara Gleeson          | Joy McDonald  | -         | 4         | 2013 - 2014 |
| Penne Hackforth-Jones | Nell Clasby   | -         | 2         | 2013        |
| Michael Clarke-Tokely | Ricky Arnott  | -         | 1         | 2013        |
| Kasia Kaczmarek       | Romana Novak  | -         | 1         | 2013        |
| Rachel Berger         | Gloria        | Enfermera | 1         | 2013        |
| Ann Sutton            | -             | -         | 1         | 2013        |

## Episodios
La primera temporada estuvo conformada por diez episodios.

## Premios y nominaciones
| Año  | Categoría                                         | Premio             | Nominado (os)                              | Resultado |
| ---- | ------------------------------------------------- | ------------------ | ------------------------------------------ | --------- |
| 2016 | Best Actor                                        | Silver Logie Award | Craig McLachlan                            | Nominado  |
| 2015 | Television - Series (episodio "Darkness Visible") | AWGIE Award        | Stuart Page                                | Nominado  |
| 2015 | Best Editing in a Television Drama                | ASE Award          | Nathan Wild                                | Nominado  |
| 2015 | Most Popular Actor                                | Silver Logie Award | Craig McLachlan                            | Nominado  |
| 2015 | Best Television Series                            | Gold Panda Award   | George Adams, Tony Wright y December Media | Nominados |
| 2014 | Most Outstanding Actor                            | Silver Logie Award | Craig McLachlan                            | Nominado  |
| 2013 | Best Television Theme                             | Screen Music Award | Dale Cornelius                             | Ganó      |

## Spin-offs
En octubre del 2017 la cadena Seven Network anunció que había adquirido los derechos de producción de la serie para el 2018, proponiendo una secuela de cuatro películas posiblemente titulada "The Blake Mysteries: A New Beginning" y apoyada por "Screen Australia". En abril del 2018 la cadena anunció que realizaría una serie de películas para la televisión donde aparecerían todos los personajes principales de la serie con excepción del actor principal Craig McLachlan. La película se centraría tres años después del final de la presente serie, y la trama sería la desaparición misteriosa del doctor Lucien Blake, y su esposa Jean Beazley tomaría el papel principal.

## Producción
Es producida por "December Media Pty Ltd" con la participación de los productores Tony Wright y George Adams, dirigida por Ken Cameron. También cuenta con la participación de los escritores John Banas, John Alsop, Mac Gudgeon, Christine McCourt, Tim Pye y Matthew Cameron.
Las filmaciones comenzaron en Ballarat entre abril y agosto del 2012.
En febrero del 2013 se anunció que la serie sería renovada para una segunda temporada, la cual se estrenó el 7 de febrero de 2014.
En abril del 2014 se anunció que la serie sería renovada para una tercera temporada la cual fue estrenada en el 2015.
El 30 de junio de 2015 se anunció que la serie había sido renovada para una cuarta temporada, la cual comenzó sus filmaciones en septiembre del mismo año y fue estrenada el 5 de febrero del 2016.
En octubre del 2017 se anunció que la cadena Seven Network había comprado los derechos de la serie.